# Metallura
Metallura (glansstaartkolibries)is een geslacht van vogels uit de familie kolibries (Trochilidae) en de geslachtengroep Lesbiini (komeetkolibries).

## Soorten
Het geslacht kent de volgende soorten:
- Metallura aeneocauda  – Geschubde glansstaartkolibrie
- Metallura baroni  – Violetkeelglansstaartkolibrie
- Metallura eupogon  – Vuurkeelglansstaartkolibrie
- Metallura iracunda  – Perijaglansstaartkolibrie
- Metallura odomae  – Neblinaglansstaartkolibrie
- Metallura phoebe  – Zwarte glansstaartkolibrie
- Metallura theresiae  – Koperglansstaartkolibrie
- Metallura tyrianthina  – Smaragdglansstaartkolibrie
- Metallura williami  – Williams glansstaartkolibrie